# Robert M. McClintock
Robert Mills McClintock (* 30. August 1909 in Seattle, Washington; † 1. November 1976 in Beaune, Département Côte-d’Or, Frankreich) war ein US-amerikanischer Diplomat.

## Leben
Robert Mills McClintock begann nach dem Schulbesuch ein Studium an der Stanford University, das er 1931 mit einem Bachelor of Arts (B.A.) abschloss. 1932 trat er in den diplomatischen Dienst und fungierte 1932 als Vizekonsul in Panama-Stadt sowie zwischen 1933 und 1934 als Vizekonsul in Kōbe. Anschließend war er von 1935 bis 1937 Vizekonsul in Santiago de Chile sowie zwischen 1937 und 1939 Vizekonsul in Ciudad Trujillo in der Dominikanischen Republik. Danach war er von 1939 bis 1943 als Dritter Sekretär und Vizekonsul an der Gesandtschaft in Finnland tätig sowie zwischen 1943 und 1945 als Zweiter Sekretär und Vizekonsul an der Gesandtschaft in Schweden. Nach seiner Rückkehr war er im US-Außenministerium (US State Department) von 1946 bis 1948 Sonderassistent des Leiters des Referats für besondere politische Angelegenheiten (Office of Special Political Affairs) sowie zwischen 1948 und 1949 Mitarbeiter des Referats für Angelegenheiten der Vereinten Nationen (Office of UN Affairs). 1949 wurde er Erster Sekretär und Generalkonsul an der Botschaft in Belgien und verblieb dort bis 1951. Danach fungierte er zwischen 1952 und 1953 als Botschaftsrat an der Botschaft in Ägypten sowie von 1953 bis 1954 als Botschaftsrat an der Botschaft in Südvietnam.
Am 18. August 1954 wurde McClintock zum Botschafter der Vereinigten Staaten in Kambodscha ernannt und übergab dort als Nachfolger von Donald R. Heath am 2. Oktober 1954 seine Akkreditierung. Er verblieb bis zum 15. Oktober 1956 auf diesem Posten, woraufhin Carl W. Strom seine Nachfolge antrat. Er wurde am 23. Dezember 1957 zum Botschafter im Libanon berufen, wo er am 15. Januar 1958 abermals als Nachfolger von Donald R. Heath sein Beglaubigungsschreiben erreichte. Da die Berufung während einer Sitzungspause des US-Senats erfolgte, wurde er am 27. Januar 1958 nach erfolgter Bestätigung des Senats erneut berufen. Dieses Amt hatte er bis zum 29. August 1961 inne und wurde dann von Armin H. Meyer abgelöst. Er wurde am 6. Februar 1962 zum Botschafter in Argentinien ernannt und übergab am 14. Februar 1962 seine Akkreditierung als Nachfolger von Roy R. Rubottom übergab. Diese Funktion übte er bis zum 10. Mai 1964 aus, woraufhin Edwin M. Martin seine Nachfolge antrat. Im Anschluss war er zwischen 1964 und 1966 Berater des Präsidenten des Naval War College (NWC) in Newport und wurde 1968 stellvertretender Direktor der Speziellen Studiengruppe für Staatsverteidigung (Special State-Defense Study Group).
Zuletzt wurde Robert M. McClintock am 30. Juni 1970 zum Botschafter der Vereinigten Staaten in Venezuela ernannt und überreichte als Nachfolger von Maurice M. Bernbaum am 7. Juli 1970 sein Beglaubigungsschreiben. Er hatte dieses Amt bis zum 14. März 1975 inne und wurde danach von Harry W. Shlaudeman abgelöst. Er kam am 1. November 1976 in Beaune im französischen Département Côte-d’Or bei einem Verkehrsunfall ums Leben.